# Street Fighter X Tekken
Street Fighter X Tekken là một trò chơi điện tử đối kháng sắp ra mắt được phát triển bởi Capcom. Trò chơi này bao gồm các nhân vật từ hai loạt trò chơi nổi tiếng là Street Fighter của Capcom và Tekken của Namco. Street Fighter X Tekken dự kiến sẽ được phát hành vào tháng 3 năm 2012 trên PlayStation 3, Xbox 360, Microsoft Windows và PlayStation Vita.
Cách chơi của trò chơi sẽ dựa trên cách chơi 2D của Street Fighter IV. Bên cạnh trò chơi này, Namco cũng đang sản xuất trò chơi hợp tác của riêng họ, mang tên Tekken X Street Fighter, với cách chơi dựa trên loạt Tekken của họ.

## Cách chơi
Được phát triển bởi Capcom, Street Fighter X Tekken sở hữu cách chơi tương tự như các trò chơi trong loạt Street Fighter. Hệ thống 6 nút của Capcom sẽ được sử dụng; tuy nhiên, người ta cho biết rằng các nhân vật của Tekken cũng có thể sử dụng hệ thống 4 nút của Namco. Trong trò chơi, người chơi sẽ cố gắng làm đầy một cột năng lượng mà từ đó có thể tung ra các chiêu thức.
Yếu tố chơi theo đội của trò chơi được nhấn mạnh rất rõ, trong đó người chơi có thể chuyển đổi giữa hai nhân vật khác nhau trong suốt trận đánh. Trò chơi cũng sẽ đưa ra các tùy chọn chơi trực tuyến và chế độ tập luyện trực tuyến.

## Cốt truyện
Một đoạn phim giới thiệu của Capcom đã tiết lộ rằng xung đột giữa các nhân vật của Street Fighter và Tekken bắt nguồn từ một khối lập phương rơi từ vũ trụ xuống Trái Đất. Vật thể này có nguồn gốc huyền bí và người ta chỉ biết rằng nó sẽ giải phóng một nguồn năng lượng dạng nước cho người sở hữu nó trong cuộc chiến. Trong trò chơi, nó được đặt tên là "Pandora".

## Nhân vật
| Street Fighter        | Tekken     | Xuất hiện riêng biệt |
| --------------------- | ---------- | -------------------- |
| Ryu                   | Kazuya     | Cole (PS3/Vita)      |
| Ken                   | Nina       | Toro (PS3/Vita)      |
| Guile                 | Marduk     | Toro (PS3/Vita)      |
| Abel (Street Fighter) | King       |                      |
| Chun-Li               | Bob        |                      |
| Cammy                 | Julia      |                      |
| Sagat                 | Hwoarang   |                      |
| Dhalsim               | Steve      |                      |
| Poison                | Yoshimitsu |                      |
| Hugo                  | Raven      |                      |
| Ibuki                 | Kuma       |                      |
| Rolento               | Heihachi   |                      |
| Zangief               | Lili       |                      |
| Rufus                 |            |                      |